# Мицьківка
Ми́цьківка — річка в Україні, у Звягельському районі Житомирської області. Ліва притока річки Криваль (басейн Прип'яті).

## Опис
Довжина річки приблизно 4,82 км, найкоротша відстань між витоком і гирлом — 4,32 км, коефіцієнт звивистості річки — 1,12. Річка формується декількома безіменними струмками і частково каналізована.

## Розташування
Бере початок на північному заході від села Курчицька Гута і тече переважно на захід, повністю серед лісового масиву. Впадає у річку Криваль, праву притоку Случі, на схід від смт Городниця. 
В долині річки розташований Мицьківський гідрологічний заказник.

## Риби Мицьківки
У річці водиться: щука звичайна, окунь, пічкур, карась звичайний та плітка звичайна.